# Michigan-Huron
Michigan-Huron (anglicky Lake Michigan-Huron) je jezero v Severní Americe v soustavě Velkých jezer. Nachází se na území Kanady (provincie Ontario) a USA (státy Wisconsin, Michigan, Illinois, Indiana). Většinou bývá uváděno jako dvě jezera (Michiganské a Huronské), která jsou spojená průlivem Mackinac. Z hydrologického hlediska se však jedná o jezero jedno. Obě části mají stejnou nadmořskou výšku a jsou spojená průlivem širokým 8 km a hlubokým 40 m, kterým proudí voda někdy jedním a jindy zase druhým směrem. Má rozlohu 117 702 km². Je 710 km dlouhé. Dosahuje maximální hloubky 282 m. Leží v nadmořské výšce 176 m. Podle rozlohy se tak jedná o největší sladkovodní jezero na světě. Podle objemu vody je však až čtvrté po Bajkalu, Tanganice a Hořejším jezeru.